# Cordyla recens
Cordyla recens är en tvåvingeart som beskrevs av Oskar Augustus Johannsen 1912. Cordyla recens ingår i släktet Cordyla och familjen svampmyggor.
Artens utbredningsområde är New York. Inga underarter finns listade i Catalogue of Life.